# Amerostenus varidentatus
Amerostenus varidentatus är en stekelart som beskrevs av Girault 1929. Amerostenus varidentatus ingår i släktet Amerostenus och familjen puppglanssteklar. Inga underarter finns listade i Catalogue of Life.